# Kentrosphaera prostrata
Kentrosphaera prostrata är en amarantväxtart som beskrevs av Georg Ludwig August Volkens och Ernest Friedrich Gilg. Kentrosphaera prostrata ingår i släktet Kentrosphaera och familjen amarantväxter. Inga underarter finns listade i Catalogue of Life.